# 클로티드 크림

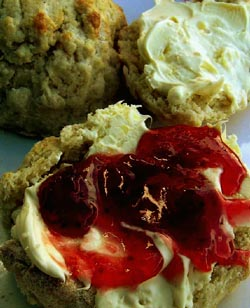
"딸기 잼과 함께 스콘에 곁들여진 클로티드 크림"

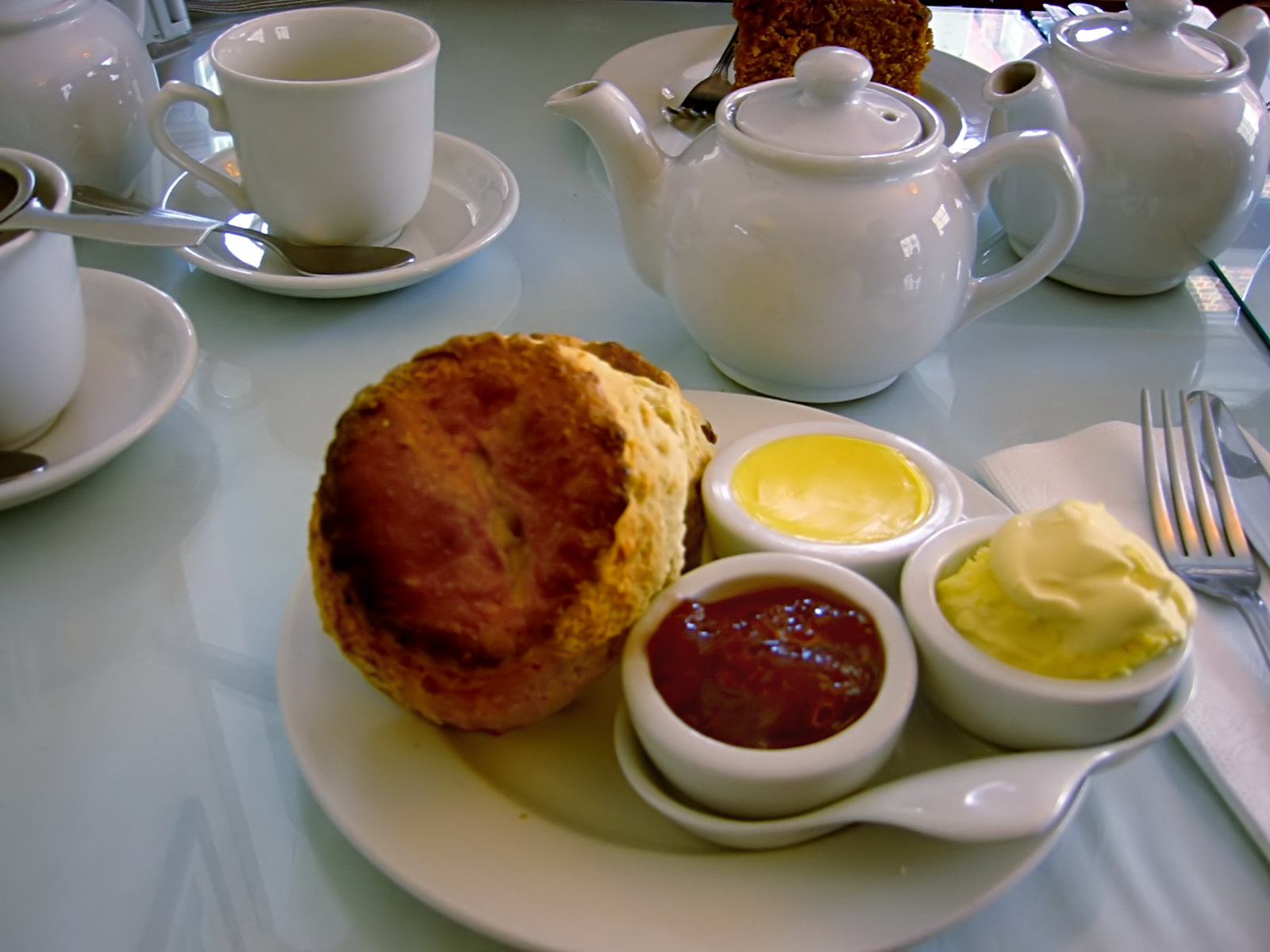
현대적인 크림 티

클로티드 크림(clotted cream)은 저온 살균법 처리를 거치지 않은 우유를 가열하면서 얻어진 노란색의 뻑뻑한 크림이다. 가열 후에 몇 시간 동안 깊이가 얇은 팬에다 놔두면, 크림의 내용물이 표면으로 일어나 덩어리(clots)를 형성하게 된다. 클로티드 크림은 일반적으로 크림 티, 또는 "데본셔 티"의 재료로 딸기잼과 함께 스콘에 발라 먹는다.
영국에서 데번주과 콘월주에서 주로 생산된다. 세계에서 클로티드 크림을 가장 많이 생산 하는 회사는 콘월주 스코리에 있는 로다이다. 하루에 클로티드 크림을 25톤을 생산한다.

## 역사
클로티드 크림은 남서부 잉글랜드와 깊은 관련성이 있지만, 데본이나 콘월에서 처음으로 유래된 것인지는 불분명하다. 반면 그 두 지방에서는 클로티드 크림이 그 지방에서 처음 발생했다고 강력히 주장하지만, 이를 뒷받침할 문헌적인 증거가 부족하다.

### 유럽 연합 지시
유럽 연합에서 "콘월 클로티드 크림"은 원산지 명칭 보호로 콘월에서 전통적인 조리법으로 생산된 크림이다. 진짜 콘월 클로티드 크림은 저온살균을 거치지 않은 우유를 사용해야 하며, 덩어리가 딱딱하게 굳어지면 안되며, 지방의 함량이 최소한 55 퍼센트 이상이 되어야 한다. 1993년에 제정되었고 1998년에 승인되었다.

## 유사한 음식
몽고 요리에서 클로티드 크림은 우름 (Öröm)이라 불린다. 우름은 소금을 친 차에 넣거나, 간식으로 작은 조각으로 먹는다. 근래의 가정에서 우름은 썰은 빵에 버터대신 발라먹는다.
인도의 말라이는 클로티드 크림과 매우 유사하며, 만드는 방법 역시 비슷하다.
카이마크 역시 클로티드 크림과 비슷하다. 이 음식은 중동, 남동부 유럽, 아프가니스탄, 인도, 터키 등의 전 지역에 걸쳐서 만들어진다. 케이막은 중동 아시아나 서구에서 물소의 젖으로 만든다.

## 같이 보기
- 크렘 프레슈
- 클래버
- 정킷
- 말라이
- 카이마크
- 토플료노예 몰로코

## 참고 문헌
- Jolley, S. (2003). 〈Clotted Cream〉. 《Encyclopedia of Food Sciences and Nutrition》. 1692–1697쪽. doi:10.1016/B0-12-227055-X/00309-6. ISBN 978-0-12-227055-0.
- 로다의 기원